# 잉카작은사냥개박쥐
잉카작은사냥개박쥐(Mormopterus phrudus)는 큰귀박쥐과(자유꼬리박쥐류)에 속하는 박쥐의 일종이다. 페루의 토착종으로 단 한 곳, 모식산지 마추 픽추에서만 알려져 있다. 희귀하기 때문에 국제 자연 보전 연맹(IUCN)이 취약종으로 긴주하고 페루는 멸종위기종으로 간주하고 있다. 보호 지역 안에서 서식하고 있다.
잉카작은사냥개박쥐의 생태에 대해서는 거의 알려져 있지 않다. 헤발 3000m 고도의 동굴에서 거꾸로 매달려 생활하는 모습이 관찰된 기록이 있다. 아주 좁은 지역에서 서식하는 종으로 추정하고 있다.